# Autoroute A74 (Pays-Bas)
Pour les articles homonymes, voir A74.
L'autoroute néerlandaise A74 (en néerlandais : Rijksweg 74) est une autoroute des Pays-Bas. Elle relie Venlo et la frontière avec l'Allemagne. L'autoroute A74 est une connexion entre l'autoroute A73 et la Bundesautobahn 61. Elle est longue de 1,9 km.

## Les villes importantes
- Venlo